# Сэндфорд, Сесил
Сесил Чарльз Сэндфорд (англ. Cecil Charles Sandford; 21 февраля 1928, Блокли, Глостершир — 28 ноября 2023) — британский мотогонщик, двукратный чемпион мира по шоссейно-кольцевых мотогонок серии MotoGP и двукратный победитель соревнований на острове Мэн Isle of Man TT.

## Биография
Сесил Сэндфорд начал свою карьеру в местных соревнованиях по мотокроссу на траве.
В 1950 году ему предложили место в британской заводской команде AJS для выступлений в чемпионате мира в классе 350cc, где его напарником стал действующий чемпион мира в классе 500cc Лес Грэм. Вместе с Грэмом Сесил перешел в команду MV Agusta в 1952 году, с которой в том же году выиграл чемпионат мира в классе 125cc (это был также первый титул чемпиона и для его команды).
В сезоне 1957 года Сэндфорд выиграл второй чемпионат мира, на этот раз в классе 250cc, выступая за команду Mondial. В конце этого сезона Mondial и некоторые другие итальянские производители мотоциклов вышли из чемпионата Гран-При в связи с ростом расходов. Вместе с ними и Сэндфорд решил завершить карьеру.
Умер  28 ноября 2023 года.